# SAIC Iveco
SAIC IVECO est une société constituée en J.V. entre les groupes italien FIAT IVECO et chinois SAIC Motor Corporation pour la fabrication en Chine de la gamme lourde des camions Iveco. 
Créée le 18 septembre 2006, cette J-V scelle la coopération entre les deux groupes et permet à Iveco de renforcer encore sa présence en Asie après le récent développement de sa filiale chinoise NAVECO, spécialisée dans la gamme légère et moyen tonnage.
La création de cette société a été rendue possible grâce à la possibilité offerte aux sociétés étrangères d'acquérir des sociétés chinoises en dépassant l'ancienne barre des 50 %. Ainsi, Iveco filiale du groupe Fiat S.p.A. et Saic Motor Corporation, un des plus grands groupes automobiles chinois ont pu créer la société SAIC-IVECO Commercial Vehicle Investment Company qui a racheté le constructeur de poids lourds chinois Chongqing Aongyan Automotive. La nouvelle marque se nommera Hongyan.
Une nouvelle usine aux standards Iveco va être construite. Les activités industrielles prévoient l'assemblage de véhicules lourds Iveco ainsi que l'amélioration de la gamme Chongqing avec l'apport des technologies Iveco et une augmentation de la capacité de production. En 2012, le constructeur a fabriqué 17 000 camions de fort tonnage et en 2013, 28 000 exemplaires ont été fabriqués.
Un autre accord a été passé entre les deux groupes, celui-ci concerne la fabrication de moteurs de dernière génération pour poids lourds moyens et lourds le 24 juillet 2006, entre IVECO, Fiat Powertrain Technologies et SAIC Motor Corporation. L'accord prévoit un plan industriel pour la fabrication des trois familles de moteurs Iveco : F5, NEF (4 et 6 cylindres) et Cursor 9. 
SAIC-IVECO est une composante de Fiat Chine.